# Outsidaz
Outsidaz — рэп-группа из Нью-Джерси. Сформирована в 1991 году Young Zee и PaceWon. Также в группу какое-то время входили Eminem и его друг, участник группы D-12 Bizarre.

## История
В 1991 году группа была сформирована двумя андерграунд — рэперами Young Zee и PaceWon. Они встретились накануне Нового Года. В это время Zee и Pace были конкурирующие MC. PaceWon был членом команды под названием PNS, а Зи — член команды Skitzo. После очень долгого рэп — батла, который закончился в ничью, оба рэпера основывают группу Outsidaz. Кроме PaceWon и Young Zee, в неё вошли Ax, Azizz, BSkills, DJ Muhammed, D.U., Denton, Loon One, Nawshis, Rah Digga. Позже присоединились Slang Ton, Yah Yah, Bizarre и Eminem. Первой успешной песней Outsidaz был трек «Cowboys». Также outsidaz попали на трек «Get The Dick» демо — записи Bizarre «Attack Of The Weirdos EP». Вместе с Eminem они записали треки «Macosa» и «Rush Ya Clique». Раньше PaceWon и Young Zee были лучшими друзьями. В треке «Amityville» в альбоме Эминема «Marshall Mathers LP» должны были читать Пэйс и Зи, но Эм поссорился с PaceWon из — за его куплета. Позже PaceWon записал на Эминема дисс «Rap Music». Young Zee и Eminem успели записать трек «We Came To Party». Outsidaz выпустили свой единственный сольный альбом «Bricks» в 2001 году. Позже погиб один из участников группы Slang Ton, благодаря которому группа прославилась, и коллектив больше не воссоединялся.

## Дискография

### Альбомы
| Год  | Альбом     | Позиции в чартах | Позиции в чартах |
| Год  | Альбом     | US Hip-Hop       | US Heatseekers   |
| ---- | ---------- | ---------------- | ---------------- |
| 2000 | Night Life | 67               | 19               |
| 2001 | The Bricks | 68               | 48               |

### Синглы
- «Hard Act 2 Follow» (Не издан)
- «Rain or Shine» (1998)
- «The Rah Rah» (1999)
- «Macosa/Do It With a Passion» (1999)
- «Keep On/Done in the Game» (2001)
- «Who U Be?» (2001)
- «I’m Leavin'» (2002)